# Balapura, Sira
Balapura là một làng thuộc tehsil Sira, huyện Tumkur, bang Karnataka, Ấn Độ.